# Erzi
Erzi es un pueblo medieval (aúl) en el distrito Dzheyrakhsky de Ingusetia. Forma parte del asentamiento rural (centro administrativo) de Olgeti. Todo el territorio del asentamiento está incluido en la Reserva-Museo Histórico-Arquitectónico y Natural Estatal de Dzheyrakh-Assa y está bajo protección estatal.

## Nomenclatura
El topónimo "Erzi" se traduce del ingusetio como 'águila'. Según el folclore ingusetio, Erzi fue fundada en un lugar donde en otro tiempo había un nido de águila.

## Geografía
Se encuentra en la parte occidental de la región montañosa de Ingushetia, a 1315 m sobre el nivel del mar, en la margen derecha del río Armkhi, claramente visible desde la carretera, y se considera uno de los principales monumentos de la Reserva Natural de Erzi. Los asentamientos de torres más cercanos son: en el norte, Hamishke y Koshk, en el sureste, Kerbite, en el oeste, Lyazhgi, en el este, Angeti.

## Historia
Se considera que el asentamiento fue fundado en el siglo XVI por Chard, antepasado de varias familias ingusetios, entre ellas la de los Mamilov, los Yandiev, los Burazhev y los Aldaganov. Otras fuentes atribuyen la fundación a Yand, el progenitor de la «familia principal» de Erzi, que montaba guardia allí y cobraba tributo por el paso. Erzi estuvo habitado por varias familias y clanes ingusetios (teips), atribuidos territorialmente a la sociedad Fyappin, Metskhalin o Kistin.
El 14 de mayo de 1733, los nativos de Erzi, Bodscha y Karadscha Yandiev juraron lealtad a Vajtang VI de Kartli.
El 8 de enero de 1811, Erzi pasó a formar parte del Imperio ruso mediante un acuerdo firmado por los representantes Khasai e Itar Yandiev.
Durante el período preislámico, existía una fuerte relación cultural y religiosa con los complejos de torres vecinos de Tyarh y Shoan.
Entre 2012 y 2015 se reconstruyó el complejo de torres. Tiene ocho torres de combate, dos de semicombate, 47 torres residenciales, un templo y más de veinte cementerios, incluido el mausoleo del famoso constructor de torres, Yand.
En 2019, la datación por carbono reveló que Erzi se construyó entre 1683 y 1723.
En 1931 se produjo en el pueblo de Erzi un hallazgo raro y muy importante: un incensario de bronce con forma de águila, conocido como Águila de Solimán, aunque algunos historiadores creen que se trata de un detalle de un antiguo estandarte militar. Fue realizada en el siglo VIII (en el año 189 del calendario hijri) durante el califato árabe. En 1936 la estatua fue trasladada a San Petersburgo, donde se expone en la Sala de Cultura y Arte del Museo del Hermitage.

## Galería

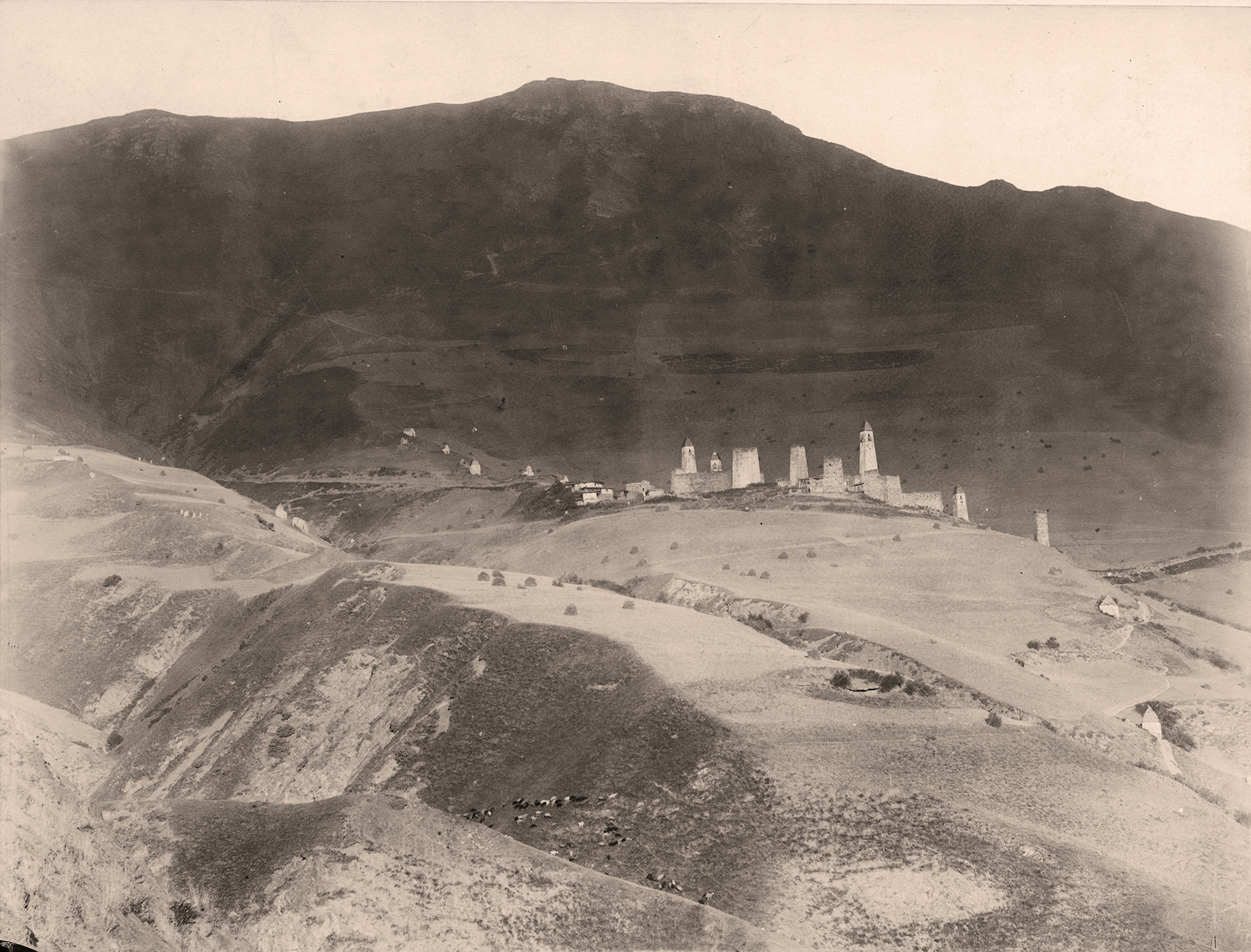
Vista del aul Erzi y del valle de Armkhi. Finales del siglo XIX.
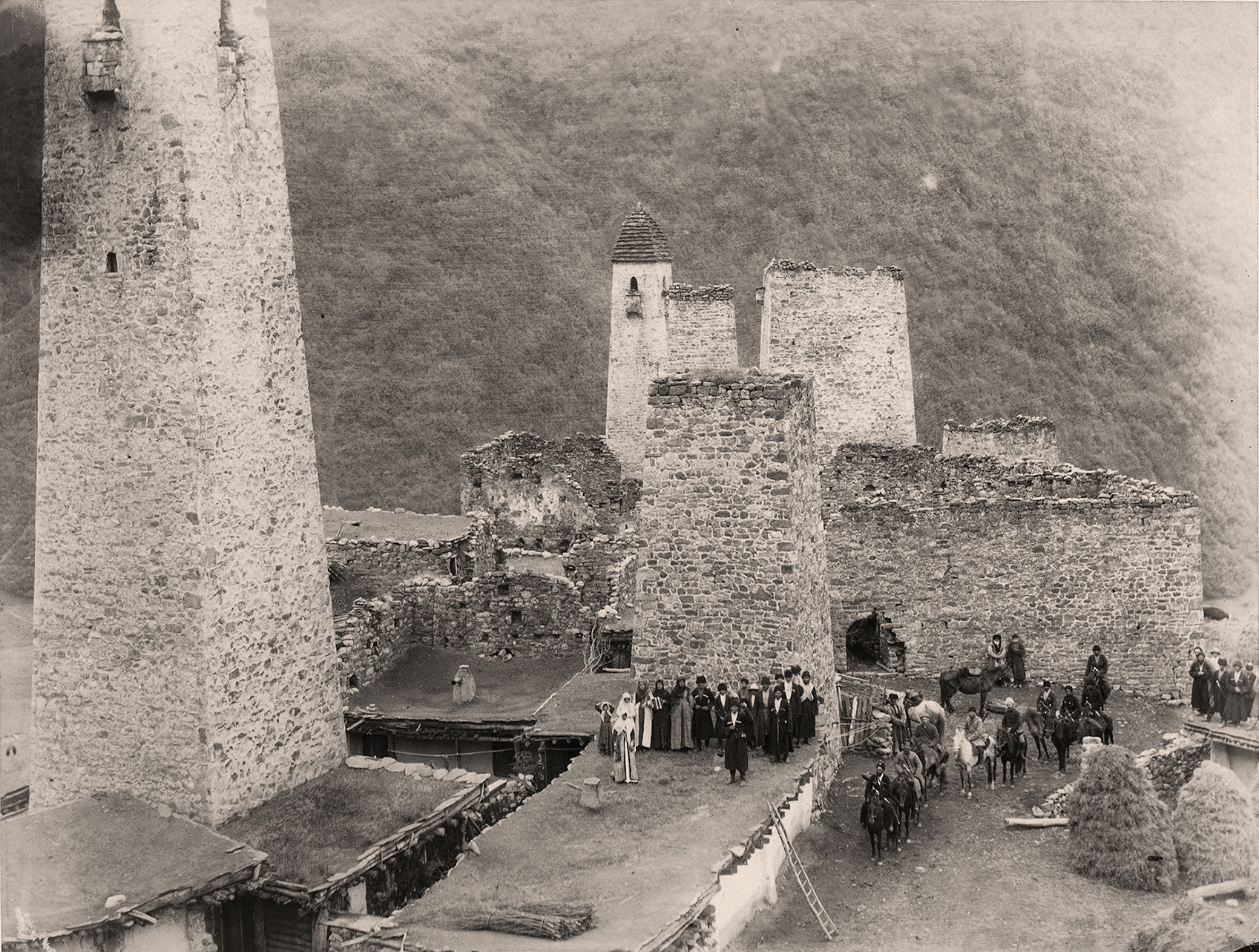
Turistas llegando al pueblo de Erzi a finales del siglo XIX.